# Pyramide d'Amenemhat Ier
La pyramide d'Amenemhat Ier, située dans la nouvelle nécropole royale qu'il fait aménager à Licht, est de type à faces lisses et fait partie du premier complexe pyramidal du Moyen Empire. Le corps de la pyramide était constitué de briques et recouvert d'un parement de calcaire. Il ne reste plus aujourd'hui qu'un monticule de terre d'une quinzaine de mètres de hauteur. Elle fut pour la première fois fouillée par Gaston Maspero en 1882 mais ce dernier ne put atteindre le caveau qui était inondé. Le caveau est toujours inaccessible aujourd'hui et nul ne sait si la pyramide est restée inviolée.

## Architecture

### Le complexe funéraire

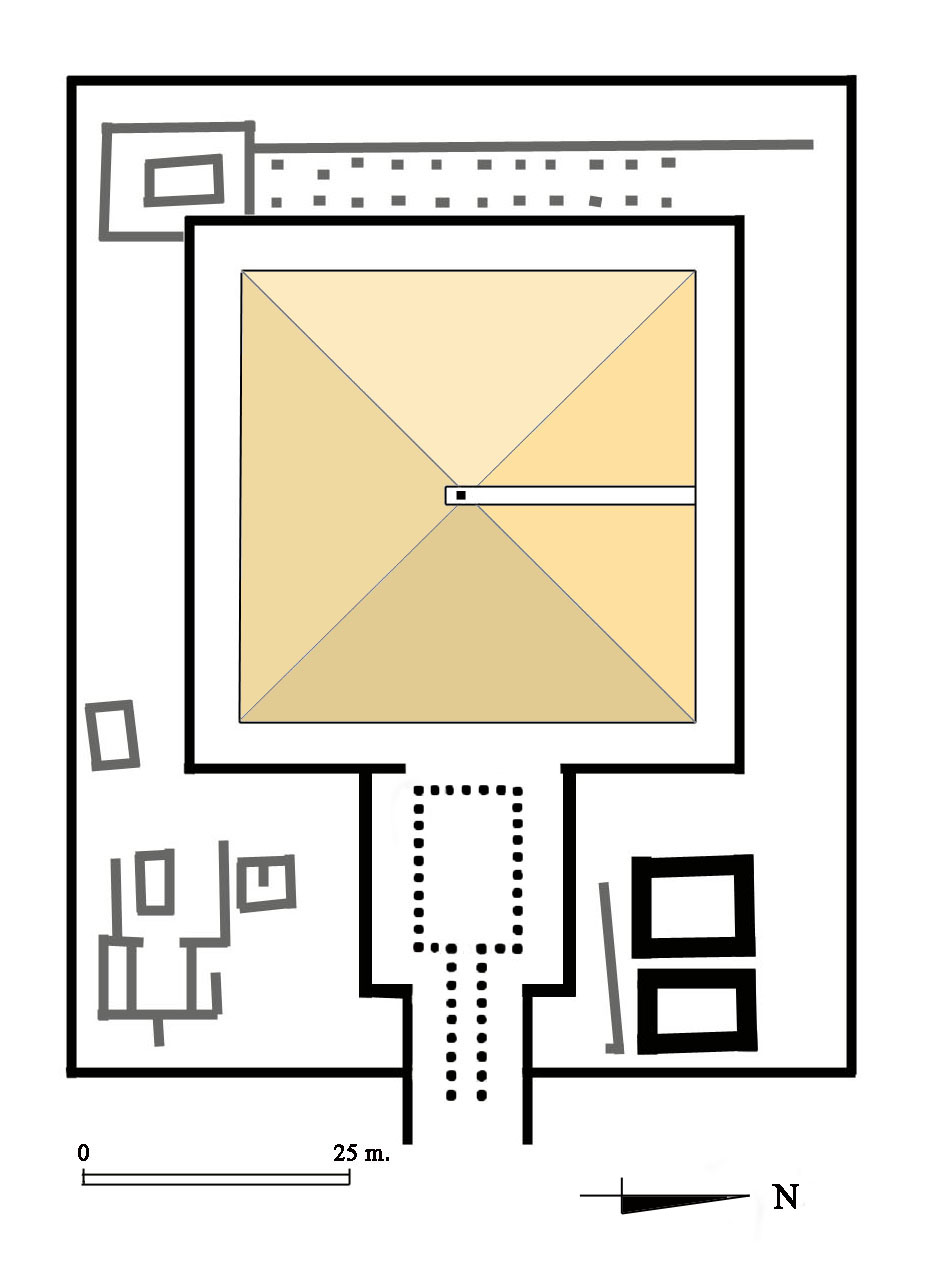
Plan du complexe funéraire d'Amenemhat Ier

Les architectes du premier complexe pyramidal du Moyen Empire se sont largement inspiré des complexes de la VIe dynastie ; le temple funéraire situé à l'est de la pyramide, l'entrée des appartements funéraires située au pied de la face nord du tombeau et à l'intérieur d'une petite chapelle accolée à la pyramide, et enfin une double enceinte intégrant les annexes à la sépulture. Il ne s'y trouve aucune pyramide susbidiaire. Fait nouveau, des membres de l'entourage du souverain furent inhumés à l'intérieur même du complexe (la mère du roi, Nofret, les princesses et le vizir Antefoqer). Les constructions furent achevées par le successeur d'Amenemhat Ier, le pharaon Sésostris Ier. Ici plus qu'ailleurs, furent réemployés des blocs provenant des complexes funéraires de l'Ancien Empire : celui de Khéops, de Khéphren, d'Ounas. Il semble, plutôt que d'y voir une simple exploitation, qu'il s'agisse d'une volonté d'incorporer des reliques, une action associée à l'établissement du culte des ancêtres.
Les maigres vestiges du temple funéraire n'ont pu permettre d'en produire une reconstitution. Cependant, il est certain qu'il ne fut pas accolé contre la face est la pyramide. En effet, la pyramide se trouvant sur une proéminence rocheuse, les constructeurs ont dû édifier une plate-forme dans laquelle fut creusée une tranchée. C'est dans cette tranchée que fut élevé le temple funéraire. Il n'en reste que des fragments de colonnes protodoriques, une fausse-porte de calcaire ainsi qu'une table d'offrandes en granit.

### La pyramide
Le corps de cette pyramide, comme la plupart des pyramides du Moyen Empire, fut construit en briques. Des murs de pierres se croisaient dans la masse de manière à répartir les charges. Ceux-ci formaient des cavités que les Égyptiens avaient pris soin de remplir avec des déchets. Des blocs de récupération datant de l'Ancien Empire ont été retrouvés. Le corps était ensuite recouvert d'un parement de calcaire fin.
L'entrée est située sur la face nord et accède à un couloir descendant incliné de 10° et d'une vingtaine de mètres de longueur. Ce couloir fut obstrué, après les funérailles, sur toute sa longueur par de gros blocs de granit. Celui-ci aboutit à une antichambre dans laquelle se trouve un puits qui n'a jamais pu être exploré durant l'époque moderne, l'eau d'une nappe phréatique inondant complètement le caveau. Le couloir descendant fut contourné par des voleurs qui creusèrent une galerie parallèle à celui-ci. Ils atteignirent l'antichambre mais rien ne permet d'en déduire s'ils parvinrent au sarcophage royal.

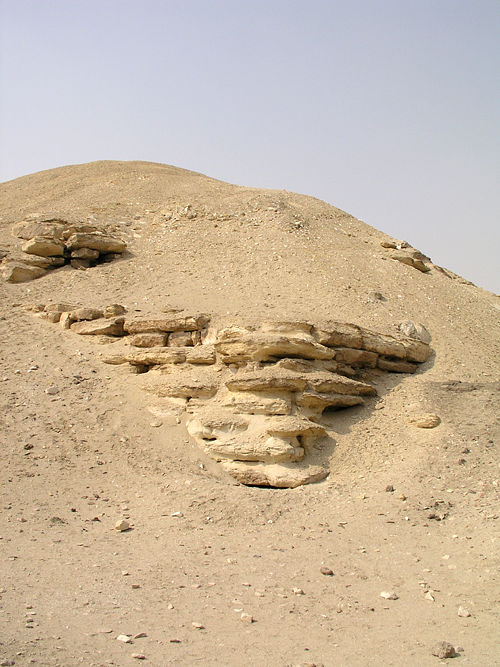
Vestiges de la pyramide
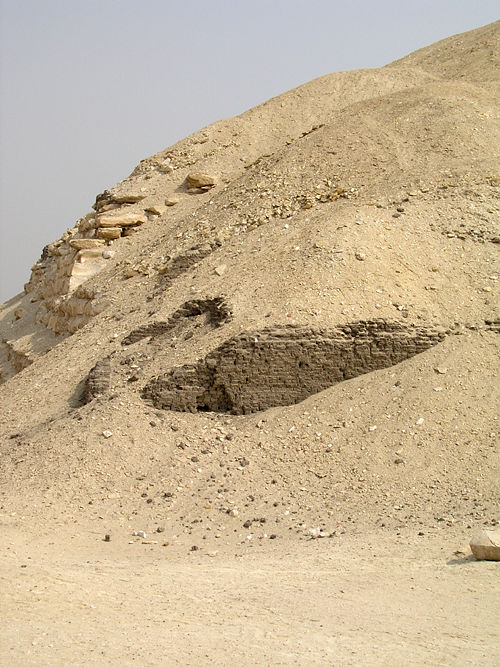
Vestiges de la pyramide
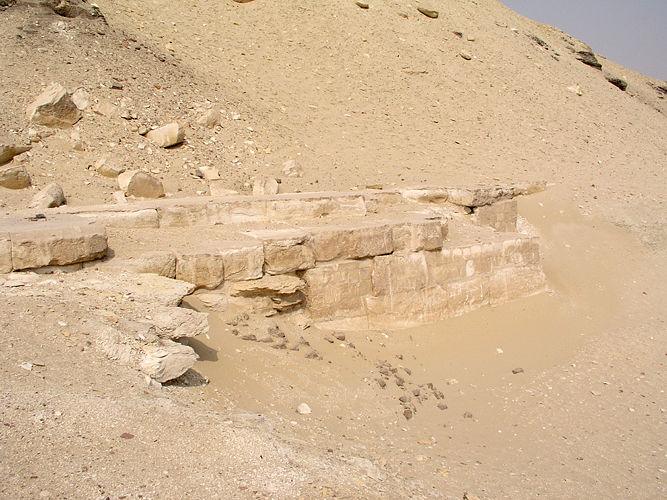
Vestiges du pavement près de la base de la pyramide
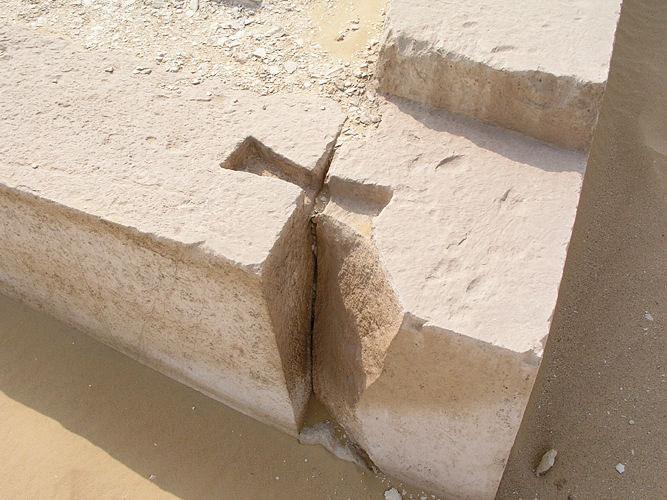
Blocs de la pyramide avec réservation en queue-d'aronde pour des crampons
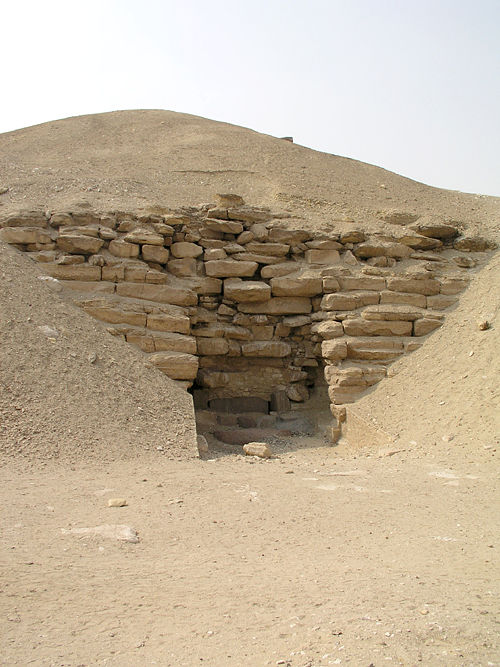
Entrée de la pyramide
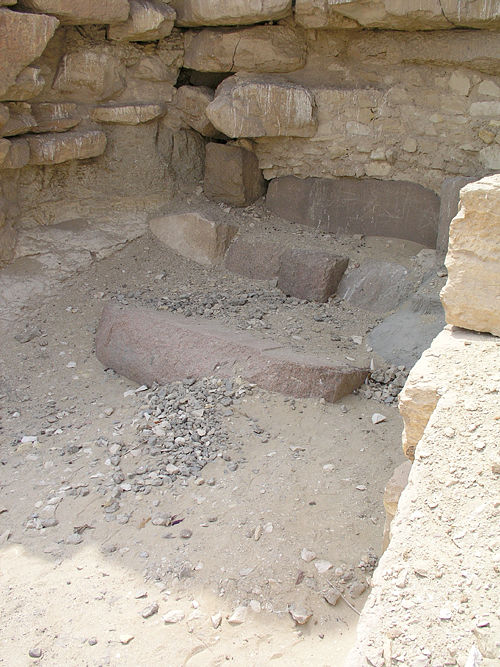
Entrée de la pyramide

## Particularités du complexe funéraire
- Le complexe fut édifié sur plusieurs niveaux ;
- Aucune pyramide satellite n'accompagne la pyramide principale ;
- Le complexe incorpore de nombreux blocs provenant des complexes de l'Ancien Empire ;
- La superstructure de la pyramide est ici pour la première fois, armée de murs croisés de manière à répartir les charges ;
- Le caveau de la pyramide n'a jamais été découvert.